# Daniel Tilden House
 (mars 2020).
Pour les articles homonymes, voir Tilden.
La Daniel Tilden House est une maison américaine située dans le comté de Summit, dans l'Ohio. Protégée au sein du parc national de Cuyahoga Valley, elle est inscrite au Registre national des lieux historiques depuis le 20 juin 1985.